# Kwas tiosiarkowy
Kwas tiosiarkowy, H
2S
2O
3 – nieorganiczny związek chemiczny, słaby kwas tlenowy siarki. Jest nietrwały, w temperaturze pokojowej natychmiast po powstaniu ulega rozpadowi. Rozpada się również w roztworach wodnych (na dwutlenek siarki i wodę). Jego sole to tiosiarczany.
Sole S-alkilowanego kwasu tiosiarkowego nazwane są solami Buntego (na cześć ich odkrywcy – Hansa Buntego).

## Otrzymywanie
Powstaje w wyniku zakwaszenia wodnych roztworów tiosiarczanów:
S
2O2−
3 + 2H+
 → [H
2S
2O
3] → S↓ + H
2SO
3 ⇌ S↓ + SO
2↑ + H
2O
Wytrąca się wówczas lekko żółty, mętny, „mlekowaty” osad siarki koloidalnej, a mieszanina nabiera charakterystycznego zapachu dwutlenku siarki (SO2).
Kwas tiosiarkowy można otrzymać, jeśli powyższą reakcję przeprowadza się w niskich temperaturach. W warunkach bezwodnych (eter etylowy, −78 °C) kwas tiosiarkowy powstaje wówczas w formie eteratów.
Na
2S
2O
3 + 2HCl → 2NaCl + H
2S
2O
3·2Et
2O
Można go także uzyskać w reakcji siarkowodoru z tritlenkiem siarki:
H
2S + SO
3 → H
2S
2O
3·nEt
2O
Podczas ogrzewania bezwodnego kwasu tiosiarkowego, przed osiągnięciem 0 °C następuje reakcja odwrotna:
H
2S
2O
3 → H
2S + SO
3
W niskich temperaturach można otrzymać także addukt H
2S·SO
3, izomeryczny z kwasem tiosiarkowym.

## Stopnie utlenienia atomów siarki
Teoretycznie atomom siarki w kwasie tiosiarkowym i prostych jonach tiosiarczanowych można przypisać różne stopnie utlenienia (np.: −II i VI, −I i V oraz 0 i IV). Drugi zestaw odpowiada sytuacji, w której tworzone jest wiązanie donorowo-akceptorowe S→S, a trzeci gdy tworzy się wiązanie podwójne S=S. Badania techniką absorpcji rentgenowskiej XANES sugerują, że centralny atom siarki ma stopień utlenienia V, a terminalny −I.